# 行动者 (比利时)
行动者（發音：[lez‿ɑ̃ɡaʒe] ⓘ，简称LE）是比利时的一个中间派法语政党，前身为原基督教社会党（法語：Parti Social Chrétien，PSC）于1968年拆分而来的法语基督教社会党。2002年，基督教社会党更名为“人道主义民主中心”（cdH）。2022年3月17日，人道主义民主中心更名为现名“行动者”。目前该党不参与任何政府。